# Ngiri-Ngiri
De gemeente Ngiri-Ngiri is een gemeente in het district Funa in de stadsprovincie Kinshasa, hoofdstad van de Democratische Republiek Congo.
Ngiri-Ngiri is een van de nieuwe nederzettingen, gelegen in het heuvelachtige gebied ten zuiden van de stad. De noordelijke gemeentegrens is de Kasa-Vubu Avenue, die grenst aan de gelijknamige gemeente, in het oosten scheidt de Elengesa Avenue Ngiri-Ngiri van Kalamu. In het westen is de Avenue Libération de grens met Bandalungwa, in het zuiden is de Avenue Kwilu de scheiding tussen Ngiri-Ngiri en Bumbu.
| \| De 4 districten en 24 gemeentes van Kinshasa \| |                   |  |
| District Lukunga District Funa District Mont-Amba District Tshangu Brazzaville Kongo Pool Malebo M'Bamou Baai van Ngaliema Gombe Barumbu Kin. Ling. K.-V. Ng.-Ng. Kal. Banda- lungwa Kintambo Ngaliema Selembao Bumbu Makala Ngaba Lemba Limete Matete Kisenso Masina Ndjili Kimbanseke Nsele Mont-Ngafula N. M.-N. Ns. Kim. Maluku |                   |  |
| afkortingen: stadscentrum: Kinshasa (Kin.), Kasa-Vubu (K.-V.), Lingwala (Ling.), Ngiri-Ngiri (Ng.-Ng.) provinciekaart: Ngaliema (N.), Mont-Ngafula (M.-N.), Kimbanseke (Kim.), Nsele (Ns.) |                   |  |
| De 4 districten en 24 gemeentes van Kinshasa | Vlag van Kinshasa |  |